# Vaughania pseudocompressa
Vaughania pseudocompressa är en ärtväxtart som beskrevs av Du Puy, Labat och Brian David Schrire. Vaughania pseudocompressa ingår i släktet Vaughania och familjen ärtväxter. Inga underarter finns listade i Catalogue of Life.